# 格林鎮區 (密蘇里州普拉特縣)
格林鎮區（英語：Green Township）是位於美國密蘇里州普拉特縣的一個行政鎮區。

## 地方資料
格林鎮區的面積為152.79平方千米，當中陸地面積為152.18平方千米，而水域面積為0.61平方千米。根據2020年美國人口普查的數據，當地共有人口2111人，而人口密度為每平方千米13.82人。